# Ödshultasjön
Ödshultasjön är en sjö i Vetlanda kommun i Småland och ingår i Emåns huvudavrinningsområde. Sjön är 6,6 meter djup, har en yta på 0,0977 kvadratkilometer och befinner sig 203,9 meter över havet. Sjön avvattnas av vattendraget Sävseboån.

## Delavrinningsområde
Ödshultasjön ingår i det delavrinningsområde (635948-146985) som SMHI kallar för Mynnar i Saljen. Medelhöjden är 208 meter över havet och ytan är 42,14 kvadratkilometer. Det finns inga delavrinningsområden uppströms utan avrinningsområdet är högsta punkten. Sävseboån som avvattnar avrinningsområdet har biflödesordning 4, vilket innebär att vattnet flödar genom totalt 4 vattendrag innan det når havet efter 138 kilometer. Delavrinningsområdet består mestadels av skog (63 %) och jordbruk (22 %). Avrinningsområdet har 1,25 kvadratkilometer vattenytor vilket ger det en sjöprocent på 3 %.